# Zu-al-Karnayn

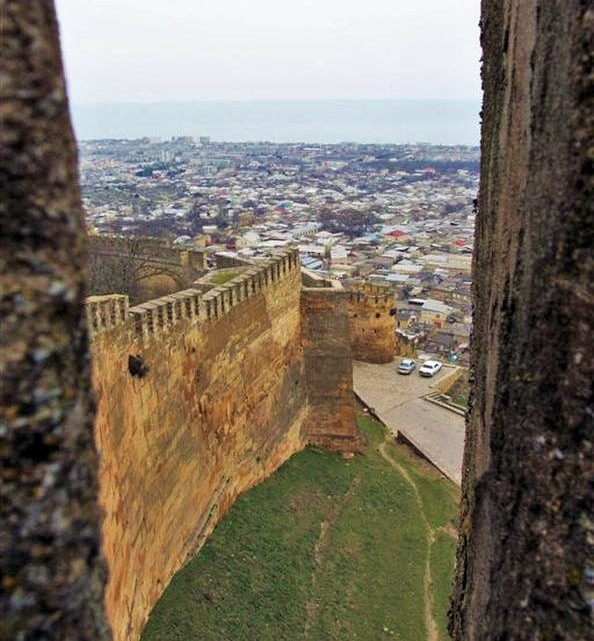
Las puertas del Caspio en Derbent, Rusia, parte de los sistemas de defensa construidos por los persas sasánidas, a menudo identificados con las puertas de Alejandro

Zu-al-Karnayn o Dhul-Qarnayn, (en árabe: ذو القرنين‎:  ḏū'l-qarnayn, pronunciación en árabe: /ðuːlqarˈnajn/), literalmente "el de los dos cuernos" o más comúnmente "bicorne" (o figuradamente "el de las dos edades"), aparece en la azora 18 aleyas 83-101 del Corán como una figura facultada por Alá para erigir un muro entre la humanidad, y Gog y Magog, la representación del caos. El fin de los tiempos sería señalado por la liberación de Gog y Magog desde detrás del muro, y su destrucción por Dios en una sola noche marcaría el comienzo del Día de la Resurrección (Yawm al-Qiyāmah). La historia probablemente entró en el Corán a través del Romance de Alejandro, una versión legendaria de la vida de Alejandro Magno.

## Historia de Zu-al-Karnayn en la azora de La Cueva
La historia de Zu-al-Karnayn se relata en la azora 18 (al-Kahf, "La cueva") del Corán. De acuerdo a la tradición islámica la azora le fue revelada a Mahoma cuando su tribu, los coraichitas, enviaron a dos hombres para descubrir si los judíos, con su conocimiento superior de las escrituras, podían aconsejarles sobre si Mahoma era un verdadero profeta de Dios. Los rabinos les dijeron que le preguntaran a Mahoma acerca de tres cosas, una de ellas "sobre un hombre que viajó y llegó al oriente y al occidente de la tierra, cuál era su historia". "Si él te dice acerca de estas cosas, entonces él es un profeta, así que síguelo, pero si él no te lo dice, entonces él es un hombre que está inventando cosas, así que trata con él como mejor te parezca". (Versículos 18: 83-98).
Las aleyas del capítulo reproducido a continuación muestran a Dhul-Qarnayn viajando primero al borde occidental del mundo donde ve el sol en una fuente fangosa, luego al este más lejano donde lo ve surgir del océano, y finalmente hacia el norte a un lugar en las montañas donde encuentra un pueblo oprimido por Gog y Magog:
| Aleya  | Texto en castellano |
| ------ | --- |
| 18:83. | Te preguntan acerca de Dhul Qarnein. Diles: Voy a relataros una parte de su historia. |
| 18:84  | Le habíamos concedido poder en la Tierra y le facilitamos todos los medios para ello. |
| 18:85  | Él emprendió un camino |
| 18:86  | Hasta alcanzar la parte más occidental del continente donde vio que el Sol se ocultaba en un mar cálido, y encontró allí un pueblo. Le inspiramos: ¡Oh, Dhul Qarnein ! Puedes castigarles o tratarles con benevolencia. |
| 18:87  | Dijo: A quien haya sido opresor le castigaremos y luego deberá comparecer ante su Señor, Quien le infligirá un castigo severo [el Día del Juicio].                                                                      |
| 18:88  | En cambio, a quien crea y obre piadosamente se le concederá una bella recompensa y lo trataremos amablemente. |
| 18:89  | Luego siguió otro rumbo. |
| 18:90  | Hasta alcanzar el lugar más oriental del continente donde vio que el Sol salía sobre un pueblo al que no habíamos concedido resguardo para protegerse de él.                                                            |
| 18:91  | Así fue, porque Nosotros tenemos total conocimiento de ese pueblo. |
| 18:92  | Luego siguió su rumbo. |
| 18:93  | Hasta llegar a un valle entre dos montañas donde encontró un pueblo que apenas comprendía sus palabras. |
| 18:94  | Dijeron: ¡Oh, Dhul Qarnein ! Por cierto que Gog y Magog corrompen la Tierra. ¿Quieres que te paguemos a cambio de que levantes una muralla entre ellos y nosotros?                                                      |
| 18:95  | Les dijo: El poderío que me concedió mi Señor es preferible [a lo que me podáis ofrecer]. Ayudadme y erigiré una muralla entre vosotros y ellos.                                                                        |
| 18:96  | Traedme vigas de hierro hasta cubrir el espacio de las dos montañas, y dijo: Soplad, hasta llevarlo al rojo vivo; y agregó: Traedme cobre fundido para derramarlo encima.                                               |
| 18:97  | Y [Gog y Magog] no pudieron escalarla, ni tampoco perforarla. |
| 18:98  | Dijo [ Dhul Qarnein ]: Ésta es una misericordia de mi Señor, pero cuando llegue la promesa de mi Señor [próximo al Día del Juicio] la reducirá a polvo. Y la promesa de mi Señor es verdadera.                          |
| 18:99  | Ese día dejaremos que surjan [Gog y Magog] a la humanidad [y la corrompan], luego será tocada la trompeta y los congregaremos a todos.                                                                                  |
| 18:100 | Ese día expondremos el Infierno a los incrédulos. |
| 18:101 | Aquellos que tenían sus ojos velados a Mi recuerdo [el Corán] no pudieron comprenderlo. |

## El Romance de Alejandro y el muro de Dhul-Qarnayn

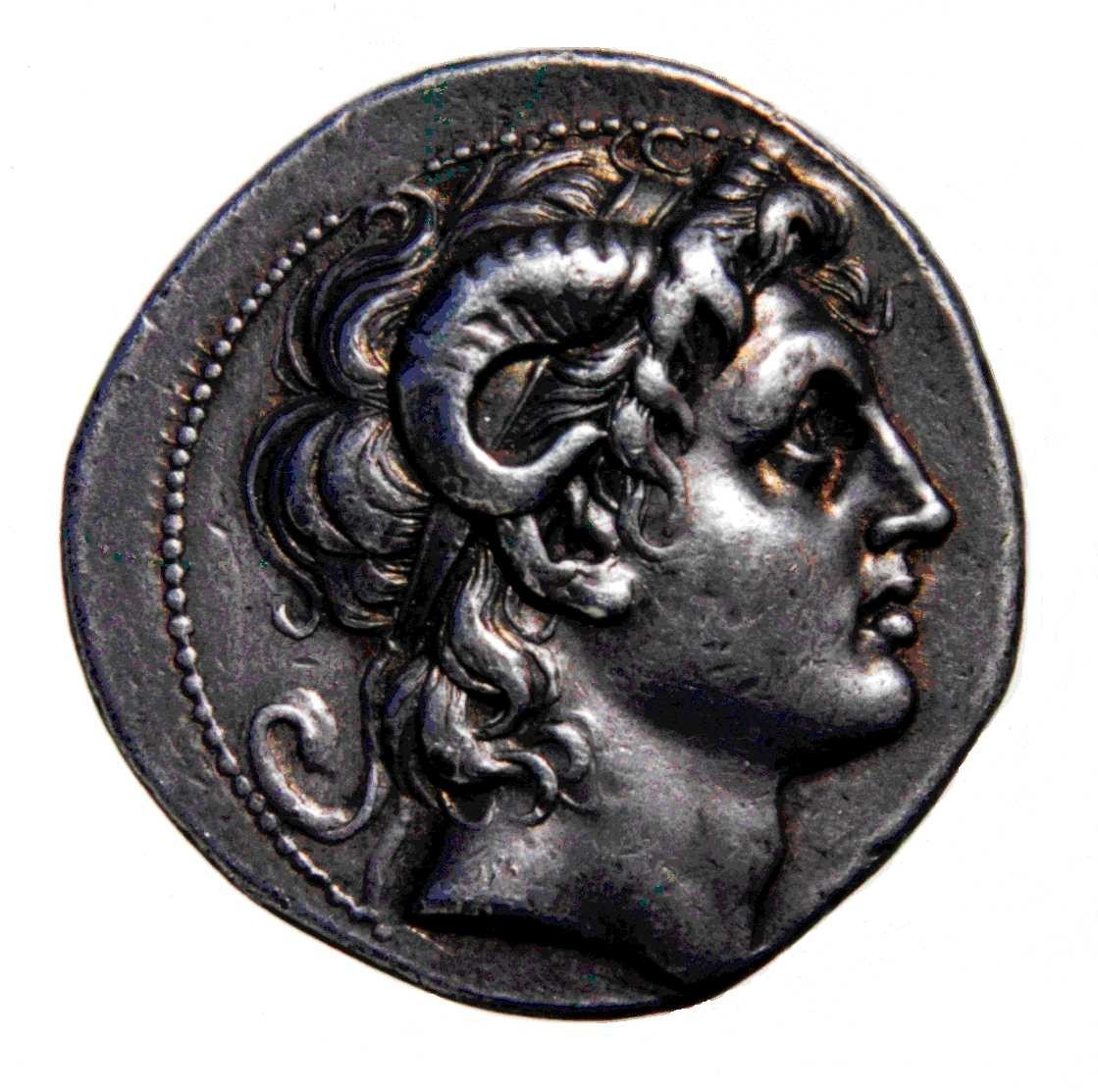
Tetradracma de plata acuñado a nombre de Alejandro Magno. Se le ve llevando los cuernos del dios Zeus-Amón.

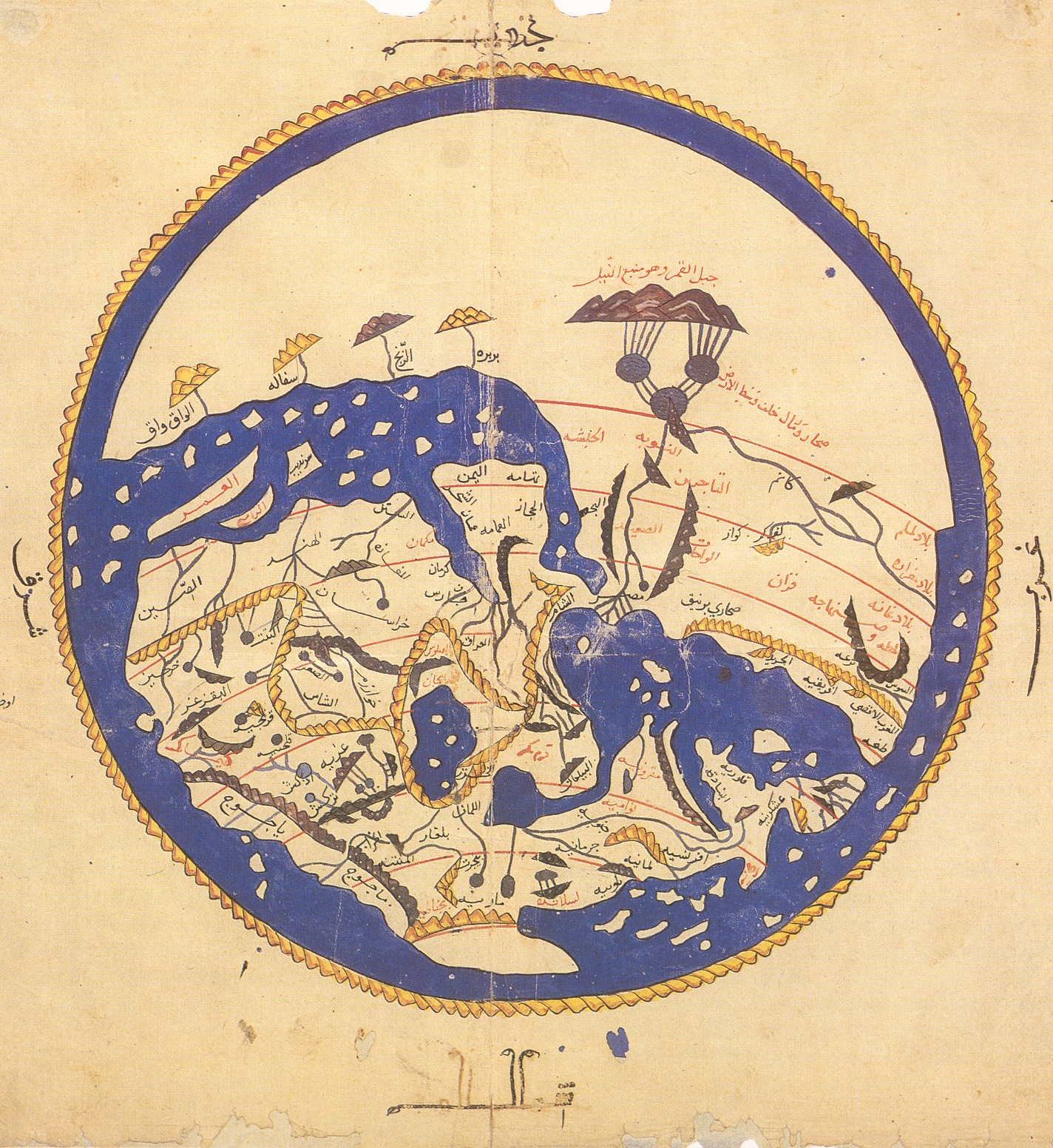
El mapa de Al-Idrisi muestra "Yajooj" y "Majooj" (Gog y Magog) encerrados dentro de montañas oscuras en el borde inferior izquierdo de la masa terrestre de Eurasia.

La historia de Dhul-Qarnayn tiene su origen en leyendas sobre Alejandro Magno en el Oriente Próximo en los primeros años de la era cristiana. Según estas leyendas, los escitas, los descendientes de Gog y Magog, una vez derrotaron a uno de los generales de Alejandro, por lo cual Alejandro construyó un muro en las montañas del Cáucaso para mantenerlos fuera de las tierras civilizadas (los elementos básicos de la leyenda se encuentran en Flavio Josefo). El Romance de Alejandro sufrió varias transformaciones en siglos posteriores antes de finalmente encontrar su camino al Corán a través de una versión siria.
Alejandro ya era conocido como "bicorne" en estas primeras leyendas. Las razones de esto son objeto de debate: el erudito al-Tabari (839-923 d. C.) sostuvo que se debía a que pasó de un extremo ("cuerno") del mundo al otro, pero en realidad puede derivarse de la imagen de Alejandro con los cuernos del dios dual Zeus-Amón, popularizada en monedas en todo el Oriente Próximo y Medio helenísticos. El muro puede haber reflejado un conocimiento distante de la Gran Muralla China (el erudito del siglo XII Al-Idrisi dibujó un mapa para Roger II de Sicilia mostrando la "Tierra de Gog y Magog" en Mongolia), o de varios muros persas sasánidas construidos en la zona del Mar Caspio contra los bárbaros del norte, o una combinación de los dos.
"Qarn" (cuerno, en árabe) también significa "período" o "siglo", y el nombre Dhul Qarnayn por lo tanto tiene para la teología musulmana un significado simbólico como "El de las Dos Edades", el primero es el tiempo mitológico cuando se construye el muro y el segundo el la edad del fin del mundo cuando la shariah de Alá, la ley divina, sea eliminada y Gog y Magog serán liberados. Los modernos escritores apocalípticos islámicos, sosteniendo una lectura literal, presentaron varias explicaciones para la ausencia del muro del mundo moderno, algunos decían que Gog y Magog eran los mongoles y que el muro ya no está, otros que tanto el muro como Gog y Magog están presentes pero son invisibles.

## Zu-al-Karnayn en la literatura posterior
Dhul-Qarnayn el viajero fue uno de los temas predilectos para los escritores musulmanes más tardíos. En una de las muchas versiones árabes y persas de la reunión de Alejandro con los sabios indios, el poeta y filósofo Al-Ghazali (1058-1111) escribió sobre cómo Dhul-Qarnayn encontró un pueblo que no tenía posesiones pero que cavaba tumbas en las puertas de sus casas; el rey de ese pueblo le explicó que lo hacían porque la única certeza en la vida es la muerte. La versión de Ghazali más tarde llegó a Las mil y una noches.
El poeta sufí, Rumi (1207-1273), quizás el más famoso de los poetas medievales persas, describió el viaje oriental de Dhul Qarnayn. El héroe escala al Monte Qof, la "madre" de todas las demás montañas (identificadas con los montes Elburz en la frontera norte de Irán), que está hecho de esmeralda y forma un anillo que rodea toda la Tierra con vetas debajo de cada tierra. La montaña le explica entonces el origen de los terremotos: cuando Dios quiere, la montaña hace que una de sus venas palpite, y así ocurre un terremoto. En otra parte de la gran montaña, Dhul Qarnayn se encuentra con Esrafil (el arcángel Rafael), listo para tocar la trompeta en el Día del Juicio Final. [12]
La figura de Zu-al-Karnayn es usada con frecuencia en obras escritas escritas dentro del mundo musulmán como ejemplo de un gran gobernante. La épica de lengua malaya Hikayat Iskandar Zulkarnain traza la ascendencia de varias familias reales del sudeste asiático, como la realeza Minangkabau de Sumatra, a partir de Iskandar Zulkarnain, a través de Raja Rajendra Chola (Raja Suran, Raja Chola) en los Anales Malayos.
En Malí, la Epopeya de Sundiata hace frecuentes referencias a "Dul Kar Nain" a fin de compararlo con el protagonista de la misma, el rey Sundiata Keïta.

## Las personas identificadas con Dhul-Qarnayn

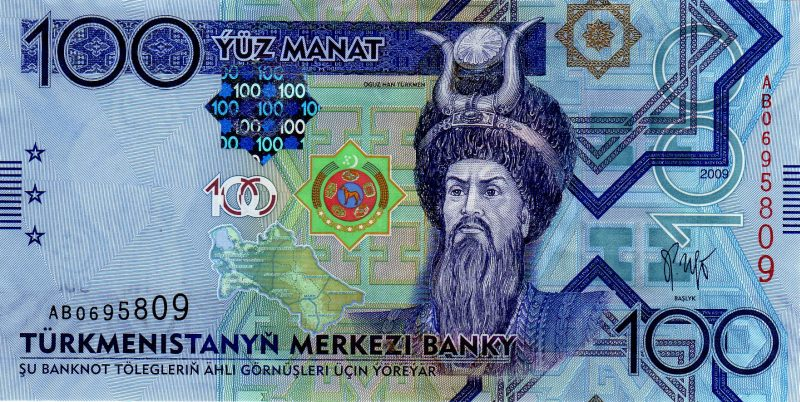
Oghuz Khan representado con dos cuernos como Zulqarnayn en un billete de 100 manats de Turkmenistán.

Por lo general los comentaristas musulmanes y no musulmanes han identificado a Dhul Qarnayn con Alejandro Magno. Sin embargo para algunos comentaristas islámicos modernos varios detalles parecen incongruentes: Alejandro vivió poco tiempo, mientras que Dhul-Qarnayn vivió durante 700 años como un signo de la bendición de Dios; Alejandro era un hombre de cuestionable moral mientras Dhul-Qarnayn era un hombre piadoso; y Dhul-Qarnayn adoraba solo a un dios, mientras que Alejandro adoraba a muchos. Por ello han sugerido otros candidatos:
- Ciro II el Grande, conquistador del siglo VI a. C. y emperador del Imperio aqueménida.
- Imru'l Qays (Muerto en 328 d. C.), un príncipe de los Lájmidas del sur de Mesopotamia, un aliado de Persia y de Roma, celebrado por sus proezas.[14]

### Citas
1. ↑  Borges, Jorge Luis (1949). El Aleph. Losada. La grafía Zu-al-Karnayn, así como la traducción poética del término como bicorne, provienen de Jorge Luis Borges, quién utilizó el término en varios de sus cuentos.
2. ↑  González Ferrín, Emilio (1992). «El Islam de Borges». Philologia hispalensis (7): 113-140. ISSN 1132-0265.
3. 1 2  Netton, Ian Richard (2006). A Popular Dictionary of Islam. Routledge. ISBN 9781135797737.
4. 1 2  Cook, David (2005). Contemporary Muslim Apocalyptic Literature. Syracuse University Press. ISBN 9780815630586.
5. 1 2  Bietenholz, Peter G. (1994). Historia and fabula: myths and legends in historical thought from antiquity to the modern age. Brill. ISBN 978-9004100633.
6. 1 2  Van Donzel, Emeri J.; Schmidt, Andrea Barbara (2010). Gog and Magog in Early Eastern Christian and Islamic Sources. Brill. ISBN 978-9004174160.
7. ↑  Pinault, David (1992). Story-Telling Techniques in the Arabian Nights. BRILL. ISBN 978-9004095304.
8. 1 2  Glassé, Cyril; Smith, Huston (2003). The New Encyclopedia of Islam. Rowman Altamira. ISBN 9780759101906.
9. ↑  Yamanaka,, Yuriko; Nishio, Tetsuo (2006). The Arabian Nights and Orientalism: Perspectives from East and West. I.B.Tauris. ISBN 9781850437680.
10. ↑  Balai Seni Lukis Negara (Malaysia) (1999). Seni dan nasionalisme: dulu & kini. Balai Seni Lukis Negara.
11. ↑  Dewan bahasa. Dewan Bahasa dan Pustaka. 1980. pp. 333, 486.
12. ↑  Niane, Djibril Tamsir (1982). Sundiata Ou A Epopéia Mandinga (en portugués). Ática S.A.
13. ↑  Van Donzel, Emeri J.; Schmidt, Andrea Barbara (2010). Gog and Magog in Early Eastern Christian and Islamic Sources. Brill. ISBN 978-9004174160.
14. ↑  Ball, Warwick (2002). Rome in the East: The Transformation of an Empire. Routledge. ISBN 9781134823871.

- Datos: Q1207846
- Multimedia: Iskandar Dhul-Qarnayn / Q1207846